# Episodi di Nurse Jackie - Terapia d'urto (terza stagione)
La terza stagione della serie televisiva Nurse Jackie - Terapia d'urto è stata trasmessa in prima visione negli Stati Uniti d'America da Showtime dal 28 marzo al 20 giugno 2011.
In Italia la stagione è andata in onda in prima visione da Sky Uno dal 1º marzo al 5 aprile 2012.
| nº | Titolo originale             | Titolo italiano              | Prima TV USA   | Prima TV Italia |
| -- | ---------------------------- | ---------------------------- | -------------- | --------------- |
| 1  | Game On                      | Tra due fuochi               | 28 marzo 2011  | 1º marzo 2012   |
| 2  | Enough Rope                  | Una tregua difficile         | 4 aprile 2011  | 1º marzo 2012   |
| 3  | Play Me                      | Play Me                      | 11 aprile 2011 | 8 marzo 2012    |
| 4  | Mitten                       | Rivalità                     | 18 aprile 2011 | 8 marzo 2012    |
| 5  | Rat Falls                    | La caduta del topo           | 25 aprile 2011 | 15 marzo 2012   |
| 6  | When the Saints Go           | Addio ai Santi               | 2 maggio 2011  | 15 marzo 2012   |
| 7  | Orchids and Salami           | La più brava mamma del mondo | 9 maggio 2011  | 22 marzo 2012   |
| 8  | The Astonishing              | Abbracci                     | 16 maggio 2011 | 22 marzo 2012   |
| 9  | Have You Met Ms. Jones?      | La macchina della verità     | 23 maggio 2011 | 29 marzo 2012   |
| 10 | Fuck the Lemurs              | Pulita da una settimana      | 6 giugno 2011  | 29 marzo 2012   |
| 11 | Batting Practice             | Allenamento alla battuta     | 13 giugno 2011 | 5 aprile 2012   |
| 12 | ...Deaf Blind Tumor Pee-Test | La cerimonia                 | 20 giugno 2011 | 5 aprile 2012   |

## Tra due fuochi
- Titolo originale: Game On
- Diretto da: Steve Buscemi
- Scritto da: Liz Brixius, Linda Wallem

### Trama
Jackie e Kevin hanno una discussione per la recente scoperta di quest'ultimo, ma Jackie nega di essere una tossicodipendente, dando altre motivazioni per giustificare la sua carta di credito e la casella postale. Jackie torna al lavoro, ma in ospedale O'Hara si mostra fredda con lei. Intanto Zoey racconta soddisfatta di essere andata a letto con Lenny, e tra Cooper e Sam rimane ancora una forte ostilità. Kevin cede al ricatto emotivo di Jackie relativo alle differenze fatte per l'istruzione delle figlie, e iscrive Fiona alla stessa scuola di Grace, pagando di propria tasca la retta scolastica.

## Una tregua difficile
- Titolo originale: Enough Rope
- Diretto da: Steve Buscemi
- Scritto da: Liz Brixius

### Trama
Fiona inizia a frequentare la sua nuova scuola. In ospedale, O'Hara continua ad essere fredda con Jackie e a darle le spalle. Eddie chiede a Jackie di rendere più facile la sua amicizia con Kevin, ovvero di non doversi nascondere quanto il marito la viene a trovare sul posto di lavoro. Lei gli consiglia di fingere con l'amico di aver perso il lavoro e di cercarne uno in farmacia, in modo tale che Kevin le chieda di fare il suo nome in ospedale.

## Play Me
- Titolo originale: Play Me
- Diretto da: Michael Lehmann
- Scritto da: Linda Wallem

## Rivalità
- Titolo originale: Mitten
- Diretto da: Michael Lehmann
- Scritto da: Liz Flahive

## La caduta del topo
- Titolo originale: Rat Falls
- Diretto da: Tristram Shapeero
- Scritto da: Alison McDonald

## Addio ai Santi
- Titolo originale: When the Saints Go
- Diretto da: Tristram Shapeero
- Scritto da: Liz Brixius

## La più brava mamma del mondo
- Titolo originale: Orchids and Salami
- Diretto da: Bob Balaban
- Scritto da: Ellen Fairey